# Stactobiella delira
Stactobiella delira är en nattsländeart som först beskrevs av Ross 1938.  Stactobiella delira ingår i släktet Stactobiella och familjen smånattsländor. Inga underarter finns listade i Catalogue of Life.